# Ruines de Séchilienne
 (janvier 2024).
Si vous disposez d'ouvrages ou d'articles de référence ou si vous connaissez des sites web de qualité traitant du thème abordé ici, merci de compléter l'article en donnant les références utiles à sa vérifiabilité et en les liant à la section « Notes et références ».
 (mars 2025).
 (mars 2025).
La mise en forme du texte ne suit pas les recommandations de Wikipédia : il faut le « wikifier ».
Les points d'amélioration suivants sont les cas les plus fréquents. Le détail des points à revoir est peut-être précisé sur la page de discussion.
- Les titres sont pré-formatés par le logiciel. Ils ne sont ni en capitales, ni en gras.
- Le texte ne doit pas être écrit en capitales (les noms de famille non plus), ni en gras, ni en italique, ni en « petit »…
- Le gras n'est utilisé que pour surligner le titre de l'article dans l'introduction, une seule fois.
- L'italique est rarement utilisé : mots en langue étrangère, titres d'œuvres, noms de bateaux, etc.
- Les citations ne sont pas en italique mais en corps de texte normal. Elles sont entourées par des guillemets français : « et ».
- Les listes à puces sont à éviter, des paragraphes rédigés étant largement préférés. Les tableaux sont à réserver à la présentation de données structurées (résultats, etc.).
- Les appels de note de bas de page (petits chiffres en exposant, introduits par l'outil «  Source ») sont à placer entre la fin de phrase et le point final[comme ça].
- Les liens internes (vers d'autres articles de Wikipédia) sont à choisir avec parcimonie. Créez des liens vers des articles approfondissant le sujet. Les termes génériques sans rapport avec le sujet sont à éviter, ainsi que les répétitions de liens vers un même terme.
- Les liens externes sont à placer uniquement dans une section « Liens externes », à la fin de l'article. Ces liens sont à choisir avec parcimonie suivant les règles définies. Si un lien sert de source à l'article, son insertion dans le texte est à faire par les notes de bas de page.
- La présentation des références doit suivre les conventions bibliographiques. Il est recommandé d'utiliser les modèles {{Ouvrage}}, {{Chapitre}}, {{Article}}, {{Lien web}} et/ou {{Bibliographie}}. Le mode d'édition visuel peut mettre en forme automatiquement les références.
- Insérer une infobox (cadre d'informations à droite) n'est pas obligatoire pour parachever la mise en page.

Pour une aide détaillée, merci de consulter Aide:Wikification.
Si vous pensez que ces points ont été résolus, vous pouvez retirer ce bandeau et améliorer la mise en forme d'un autre article.
À l’extrémité sud-ouest du massif de Belledonne  (Isère, France), le replat de Mont-Sec est limité par un abrupt qui domine le site des Ruines de Séchilienne, où un mouvement de terrain complexe affecte un couloir transversal du versant nord de la basse vallée de la Romanche, entre Séchilienne et Le-Péage-de-Vizille.
Un grand éboulis, alimenté par l’érosion d’un abrupt à mi-pente d’où se détachent couramment des pierres, occupe le bas d'une partie du versant. De gros blocs rocheux dévalent occasionnellement la pente jusqu'à obstruer l’ancienne route. 
La possibilité d’un mouvement de terrain de grande ampleur et d'effets potentiellement catastrophiques a été reconnue à partir du milieu des années 1980. L’estimation de la dangerosité de l’événement et de la réalisation du risque a beaucoup diminué, mais l’alerte initiale n’est toujours pas levée en 2020.
Le « risque des Ruines de Séchilienne » est depuis plus de trente ans un exemple d’étude et de gestion pluridisciplinaires du risque des effets d’un événement naturel dangereux paroxystique imprévisible.

## Histoire
Les chutes de pierre et de blocs rocheux dans ce site fragile sont attestées depuis le XVIIIe siècle, mais les éboulements des Ruines étaient sûrement redoutés depuis beaucoup plus longtemps.
Au début des années 1980, les chutes de pierres se seraient multipliées et le 13 avril 1985, de gros blocs rocheux ont obstrué la route, ce qui a déclenché une alerte de sécurité et ouvert la curieuse histoire moderne du « risque des Ruines de Séchilienne » qui n’est pas terminée.

### Avant 1985
À la fin du Würm, il y a environ 12 000 ans, la surface maximale du glacier de la Romanche aurait atteint la cote 960 actuelle dans ce site ; sa fonte progressive, achevée il y a environ 6 000 ans, a déstabilisé les zones fragiles de ses versants, y provoquant des mouvements de pentes de divers types dont certains sont encore plus ou moins actifs.
En fait, il semble ne s’être jamais rien passé de très grave dans ce site : pas de grand éboulement ni de barrage de la Romanche, mais des chutes de quelques dizaines de m3 de blocs rocheux en 1726, 1762, 1794, 1833... ; dans la nuit du 23 au 24 février 1906, à la suite de pluies abondantes puis de gel/dégel, 100 m3 de blocs ont obstrué la route et le 20 mars, il a fallu dynamiter des rochers menaçants sur le front ; en 1937, un bloc éboulé, tombé sur une voiture de passage, aurait fait deux victimes. Au cours des années 1980 à 1984, le nombre des éboulements aurait augmenté.

### 13 avril 1985
Un redoux rapide ayant fait fondre une pellicule de neige et des plaques de glace, a déclenché un gros éboulement : dans un nuage de poussière, une pluie de pierres et de nombreux blocs ont dégringolé dans le couloir élargi par l’arrachement d’arbres des bordures ; la fosse et le mur de protection de la route ont été saturés en quelques minutes, et quelques blocs et des pierres abondantes se sont déversés sur la route sans la traverser.

### Après 1985
Les chutes de pierres et de blocs n’ont pas cessé, mais les travaux de sécurisation du site, dont la déviation de la route, ont atténué le risque immédiat. Néanmoins, le 24/01/04, quelques gros blocs rocheux sont tombés sur la route au-delà de l’extrémité ouest de la déviation, directement dominée par une paroi rocheuse sous Les-Rivoirands ; la route a été fermée durant 24 heures. Depuis, plusieurs éboulements – 23/11/2006... 7/12/2013 - se sont produits aux Ruines et ont atteint la section abandonnée. Le dispositif de surveillance a déclenché plusieurs alertes comme le 12/7/2014 lors de fortes précipitations, mais les éboulements prédits ne se sont jamais produits...
L’histoire administrative de gestion du risque est beaucoup plus chaotique ; elle a suivi l’évolution des études et expertises technico-scientifiques du site, des décisions et des controverses qui en résultaient :
- 1985/1986, sécurisation du site : déviation de la route (route nationale 91), arrêt de l’urbanisation de l’Île Falcon...
- 1985/1992, étude et surveillance du site par la DterCE du Cerema[N 1] : dispositifs de suivi, surveillance et alertes ; scénarisation du risque – volume de l’éboulement instantané redouté passant de 2 Mm3 en 1985 à 30 et même à 100 Mm3 en 1992 ;
- 1992/1998, expertises technico-scientifiques contradictoires et controverses politico-administratives ;
- 31/5/97, décret d’expropriation de l’Île Falcon en application de la loi Barnier (menace grave de vies humaines et moyens de protection plus coûteux que l’indemnisation) ;
- 2000/2010, expertises collégiales : rapports Panet I (2000), Panet II (2003), Huet (2005), Panet III (2009), Durville (2010) ; volume de l’éboulement instantané repassant à 3 Mm3 au plus, faible probabilité ;  plus probable, succession d’éboulements de quelques centaines à quelques milliers de mètres cubes ;
- 1/7/2011, fin des expulsions des derniers habitants de l’Île Falcon et destruction de leurs maisons...
- années 2010 : nouveaux travaux sur la Romanche et les digues[2],[3]
- 2016 : inauguration de la nouvelle déviation de la route[3] (devenue plusieurs années auparavant route départementale 1019)

## Ruines

### Site
L’éboulement dangereux des Ruines est situé sur le versant nord d’un verrou de la basse vallée de la Romanche séparant deux petites plaines alluviales inondables, celle de Séchilienne en amont et celle de l’Île-Falcon en aval. Le fond de la vallée en méandre encaissé est vers la cote 325 et sa Roche-mère est vers la cote 280 ; le sommet de ce versant de rive concave est vers la cote 1 100, soit environ 800 m de dénivelée et une longueur développée d’environ 1 km ; sa pente moyenne est d’environ 50°, avec quelques abrupts subverticaux dont le front d’éboulement – ~ 800 à 900 m d’altitude, surface ~ 2,5 ha - et l’éboulis en pied – ~ 350 à 650 m d’altitude, pente ~ 35°m, surface ~13 ha ; un couloir rocheux large d’une centaine de mètres, balayé par les pierres et les coulées de boue, les relient ; la surface totale de la zone considérée comme instable en amont du front serait d’environ 70 ha et son volume serait d'environ 2 Mm3; à l’exception du front d’éboulements et du couloir de transit, son couvert forestier est dense.

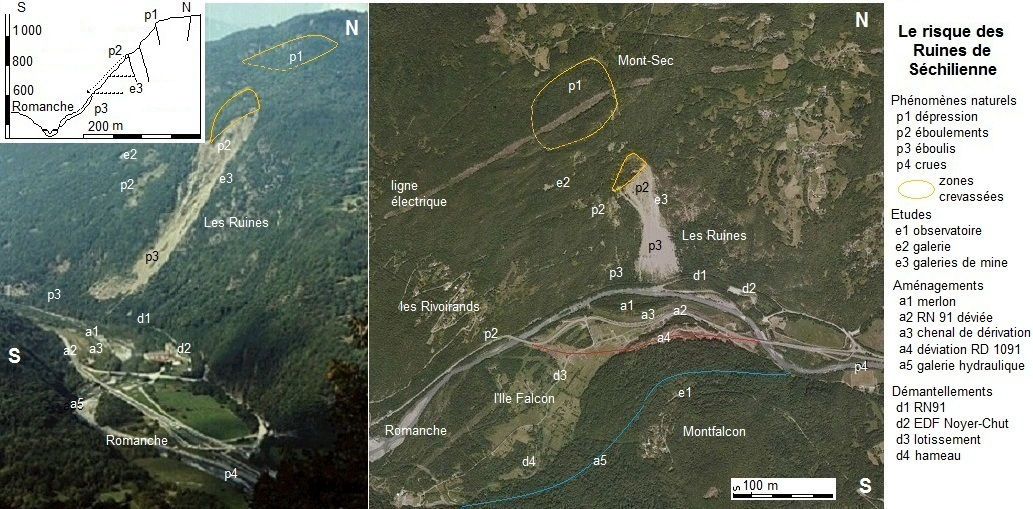
Le site des Ruines de Séchilienne

Au pied du versant nord, à l’ouest du grand éboulis vif des Ruines, il y a des petits éboulis puis un long talus rocheux peu actifs.
Jusqu’à 1914, il y avait sur ce versant des parcelles cultivées et 5 ou 6 petites galeries de mines exploitant des filons du quartz minéralisé en plomb-zinc. Au pied du versant, en amont des Ruines, il y avait la centrale EDF de Noyer-Chut et une papeterie, maintenant démantelées.
Le sommet du versant sud de rive convexe est vers la cote 800, soit environ 400 m de dénivelée et une longueur développée d’environ 1,2 km ; sa pente assez régulière est d’environ 20° ; il est stable.
Au pied de ce versant, en aval, sur l’Île Falcon, il y avait un vieil hameau et un lotissement récent, expropriés entre 1997 et 2011 du fait du risque et dont la fin de la déconstruction a eu lieu en 2011 ; la centrale EDF du lac Mort y fonctionne toujours.
Le site est traversé par la route stratégique RD 1091 (anciennement RN 91), seule voie directe praticable en hiver qui relie Grenoble aux stations de l’Oisans, à Briançon et à Turin en Italie.

### Risques
Le principal phénomène naturel affectant ce site est l’érosion d’un abrupt à mi-pente du versant nord d’où se détachent couramment des pierres qui alimente un éboulis de pied, et parfois de gros blocs rocheux qui obstruaient quelquefois l’ancienne route ; ce risque limité était connu et accepté.
On lui a substitué le risque majeur d’un événement catastrophique exceptionnel : les produits d’un énorme éboulement rapide d’une partie de son versant nord barrerait le fond de la vallée très étroite ; un lac provisoire s’établirait en amont, noyant une partie de Séchilienne ; le barrage céderait au cours d’une crue de la Romanche ; il s’ensuivrait une onde de crue et une inondation catastrophiques de l’aval jusqu’à Grenoble. L’estimation des effets d’un tel événement repose sur des estimations de volume d’éboulement, de hauteur de barrage, de volume de lac, de débit de crue, et se réfère à l'inondation de Grenoble en 1219 . Ce risque ne se rapporte à aucun événement connu dans ce site.
De plus, le fond de la vallée est inondable et le site est en zone de sismicité 4 (ex II) moyenne.

## Géologie
Le site des Ruines se trouve à l’extrémité sud du rameau externe (ouest) du massif de Belledonne, au croisement du système de failles N 60° W (~ E-W) de la Romanche et du faisceau de fractures subverticales N 20° E (~ N-S) qui sépare le rameau externe du rameau interne ; ainsi, un réseau dense de fissures suborthogonales affecte la « série satinée » des micaschistes et quartzites leptiniques en alternance métrique, compacts à durs, à foliation subverticale ~ N-S, et son cortège filonien de quartz-plomb-zinc. Les effets de plusieurs épisodes tectoniques, ante-hercyniens à alpin et peut-être même récents à subactuels ont marqué ce site moyennement sismique.
À l’échelle du site, cette superposition chaotique de foliation, plis, failles, filons... est difficile à détailler, à cartographier et à modéliser.

### Morphologie
La partie instable du versant est limitée à l’est par la faille la plus occidentale N 20°E du faisceau ; sa limite ouest n’est pas observable ; en profondeur, il ne semble pas y avoir de grande surface aval pendage de glissement plan ou en dièdre. Le pied du versant parait stable à partir de la cote ~ 600.
Sur le côté ouest de cette faille, du haut en bas du versant, on distingue :
- vers 1 000 m d’altitude, au croisement de deux failles, une zone d’affaissement subcirculaire crevassée d’environ 400 m de diamètre, dominée par le replat de Mont-Sec ;
- entre 1 000 et 900 m une zone difficilement observable, apparemment stable ;
- entre 900 et 800 m, une petite zone extrêmement crevassée, très instable, qui coiffe la zone frontale et constitue sans doute le toit du réservoir de blocs qui vont s’écrouler à plus ou moins long terme ;
- entre 800 et 650 m, dans la zone frontale très instable, la roche mylonitique est fragmentée en blocs tridimensionnels selon les directions des deux systèmes de failles et de la foliation, qui s’écroulent de temps en temps ;
- entre 650 et 500 m sous la zone frontale, un étroit couloir de coulées de boue, de pierres et de blocs est établi sur une zone rocheuse apparemment stable ;
- à partir de 500 m, il alimente un éboulis vif qui s’étale jusqu’au pied du versant.

À partir d’environ 700 m d’altitude, immédiatement à l’ouest, une autre zone d’éboulements similaire beaucoup plus petite, est actuellement inactive ; son couloir et son éboulis sont masqués par le couvert forestier. Au-delà vers l’ouest le long de la route, il y a des petits éboulis masqués par la végétation, puis un talus rocheux.

### Dynamique
Singulier, le comportement dynamique général du site est particulièrement difficile à décrire, à étudier et à comprendre, car chaque zone semble avoir un comportement spécifique, sans rapport avec ceux des autres.
Les mouvements gravitaires de la zone d’affaissement sous le replat de Mont-Sec provoquent des crevasses plus ou moins évolutives, apparemment dues au tassement d’un coin en cône profond de roches très fracturées ; ce serait une « rupture interne progressive par fracturation », reliquat de sa décompression après la fonte du glacier, qui pousserait le reste du versant vers l’aval, peut-être aussi l’effet d’infiltrations superficielles et profondes.
L’autre zone crevassée, plus petite, est limitée par l’abrupt frontal d’éboulement dont le comportement est classique ; la roche mylonitique prédécoupée par les fractures ~ N-S et ~ E-W en éléments de toutes dimensions séparés par l’effet répété des gels/dégels, produit des éboulements plus ou moins volumineux – quelques dizaines à quelques centaines de mètres cubes, rarement quelques milliers. Les chutes de pierres liées aux variations thermiques journalières sont très fréquentes ; celles de blocs liées aux fortes précipitations, aux dégels et peut-être à de faibles séismes, sont plus rares, en majorité de printemps et d’automne.
L’éboulis de pied a aussi un comportement classique ; alimenté par les éboulements de l’abrupt, les éléments sont granoclassés, de plus en plus grossiers d’amont vers l’aval, mais tous finissent par atteindre le pied où ils étaient déblayés par la Romanche avant d’en être isolés par la route qui était devenu leur réceptacle naturel, exposée aux obstructions par de gros blocs.
Les petits éboulis et le talus rocheux à l’ouest du grand éboulis vif des Ruines, encombrent de temps en temps la route de pierres et de petits blocs ; ces événements dont celui du 24/01/04, sont indépendants de ceux du grand éboulement des Ruines.

### Hydrologie
Il n’y a pas de ruissellement concentré sur ce versant, car les eaux de précipitations s’infiltrent dans ses crevasses, mais le sous-sol globalement très peu perméable n’est pratiquement pas aquifère: il n’y a pas de source ni même d’humidité permanentes en pied ; dans les galeries, on n’observe que des suintements temporaires.
La Romanche est un torrent de régime alpin aux crues soudaines et rapides, surtout de printemps et d’automne. Son débit centennal dans le verrou a été discuté ; l’estimation initiale de la crue historique de 1968 à 880 m3/s a été ramenée à 580 m3/s.
L’Île Falcon, dans le lit majeur inondable du torrent, a été endiguée vers le milieu du XIXe siècle pour en permettre l’exploitation agricole.

### Études
Le travail classique de terrain – levé et échantillonnage, télédétection, cartographie sur fond de plan photogrammétrique à 1/1 000 – est limité par un accès difficile sur des pentes très fortes et au couvert forestier dense, mais, la structure générale très simple d’une formation lithologique monotone faillée selon deux réseaux orthogonaux ne demande pas de nombreuses observations d’affleurements difficiles à corréler pour être caractérisée. En subsurface, on dispose de quelques bords de crevasses et à faible profondeur, de deux galeries de mines. On y a ajouté une galerie de reconnaissance longue de 220 m, vers 300 m à l’ouest du front d’éboulement à la cote 710, et entre les deux, quatre forages de 150 m de profondeur. Au pied du versant opposé, on a foré une galerie hydraulique et de reconnaissance longue de 1 930 m ; les parois stables, sans soutènement, de ces ouvrages montrent une roche compacte, plus ou moins fissurée, peu ou pas aquifère.[citation nécessaire]
Dès le mois de juin 1985, un dispositif d’auscultation et de surveillance du site a été mis en place et exploité par la DterCE du Centre d’études et d’expertise sur les risques, l’environnement, la mobilité et l’aménagement (Cerema) ; il a ensuite été amélioré, complété à la demande, automatisé, et les mesures ont été télétransmises en continu à partir de trois observatoires, près de Monfalcon en face sur le versant sud, aux Thiebauts à l’est sur le versant nord et sur le replat de Mont-Sec : 
- géodésie : canevas de référence, réflecteurs laser et radar, cibles GPS ;
- mouvements : extensomètres, inclinomètres ;
- hydraulique : piézomètres ;
- bruits locaux et séismes : sismographes ;
- météorologie.

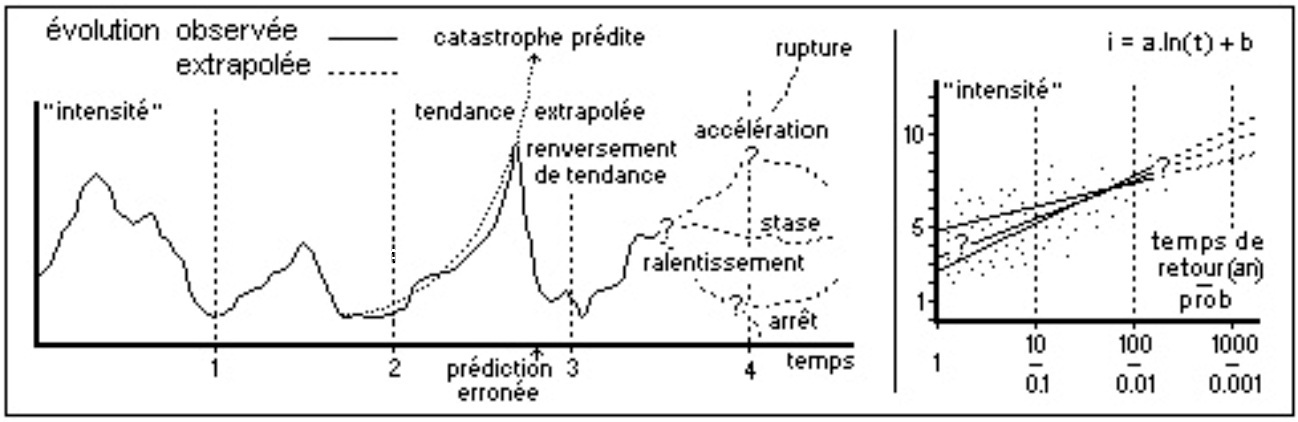
Évolution d’un phénomène naturel

Ce dispositif est destiné à préciser l’étude géologique du site – morphologie et dynamique -, afin de prévoir son évolution à plus ou moins long terme et à surveiller son comportement immédiat pour éventuellement annoncer un éboulement dangereux, voire un écroulement général.[citation nécessaire]
Son exploitation depuis une trentaine d’années montre clairement les effets des épisodes gel/dégel et  des précipitations, et donc des infiltrations de proximité, sur les mouvements superficiels et les éboulements actuels – phases successives plus ou moins durables, non périodiques, d’accélérations, de stases, de ralentissements, évolution normale de tout phénomène naturel ; elle ne permet pas de prévoir un écroulement général.[citation nécessaire]
La modélisation numérique du site a consisté à découper le versant en lanières subverticales de direction ~ E-W légèrement amont-pendage et à faire basculer vers l’aval leurs parties superficielles sous l’effet de la poussée due au tassement du coin supérieur et d’éventuelles poussées hydrostatique et/ou hydrodynamique. Ces déformations concerneraient essentiellement la partie haute du versant au-dessus de la zone d’éboulement et au-dessous jusque vers la cote 600. Selon la profondeur estimée des mouvements, on a modélisé des éboulements rapides plus ou moins volumineux.[citation nécessaire]

## «Risque des Ruines de Séchilienne»

### Aléa
Un écroulement rapide d’une plus ou moins grande partie du versant barrerait la vallée et créerait une retenue en amont ; la rupture du barrage lors d’une crue de la Romanche, provoquerait la vidange de la retenue, une vague de crue et une inondation catastrophiques à l’aval. Ce scénario est calqué sur le déroulement de la catastrophe de la Valteline (Lombardie - Italie) le 28/7/1987 et des éboulements de Randa (Zermatt - Valais – Suisse) les 18/4 et 9/5 1991. Ces événements se sont produits au cours de la première phase des études qui en a été influencée.
En fait, ne disposant d’aucune donnée spécifique, on ne sait ni justifier l’éventualité d’un événement analogue dans le site des Ruines, ni le quantifier, ni en prévoir l’occurrence.[citation nécessaire]
À mesure de la progression des études, le volume de l’éboulement total instantané redouté est passé de 2 Mm3 en 1985 à 30 et même à 100 Mm3 en 1992 ; il est maintenant de 3 Mm3 à partir de la zone frontale, soit en un seul événement total, soit en une série d’éboulements de plus ou moins grand volume, plus ou moins espacés (« éboulements polyphasés »). La hauteur du barrage provoqué par l’éboulement total serait d’une quinzaine de mètres et le volume de la retenue, d’environ 200 000 m3. Les éboulements d'une série d'« éboulements polyphasés » seraient analogues aux éboulements habituels auxquels on est donc en partie revenu.
Le retour d’un événement total est improbable à 10 ans et peu probable à 50 ans ; celui d'un « éboulement polyphasé » est possible à moins de 10 ans ; les pires événements d’abord envisagés, soit le couplage crue centenale/éboulement total, soit un événement analogue à celui de la Valteline sont maintenant considérés comme hautement improbables.[citation nécessaire]

### Enjeux
Une coupure durable de la RD 1091 aurait des conséquences économiques importantes, comme l'a démontré celle qui fut provoquée plus en amont par le Glissement de terrain du Chambon en 2015. La route n'est en effet pas déviable et représente en hiver la seule liaison entre Grenoble et l’Oisans et le Briançonnais.
Un éboulement de 5 à 7 Mm3 envisagé à l’origine aurait produit un barrage vers la côte 350 et une retenue d’environ 3 Mm3 ; la route aurait été coupée, la centrale électrique et l’usine auraient été noyées ainsi qu’une partie de la plaine de Séchilienne dont le lotissement du Grand-Serre, mais l’Île-Falcon n’aurait pas été affectée.
Un éboulement de 20 à 25 Mm3 produirait un barrage vers la cote 370 dont la rupture provoquerait une onde de crue de 20 Mm3, l'inondation de l’Île-Falcon et d’une grande zone urbaine industrielle à partir du Péage-de-Vizille et au-delà jusqu’à Grenoble.

### Ouvrages de prévention
Les ouvrages de prévention ont été décidés et construits en plusieurs étapes, après un événement, à mesure de l’évolution des études et des opinions :
- avant 1984 : au bord de la route, dans la zone affectée, dispositif de surveillance, profilage du pied de l’éboulis, fosse de capture, merlon et mur en blocs de béton ; inefficacité prouvée par l’événement du 13 avril 1985 ;
- juin 1985 : en rive gauche, creusement d’un chenal de dérivation du torrent et terrassement d’un merlon protégeant la route parallèlement déviée ; efficacité relative montrée par l’éboulement du 24 janvier 2004, indépendant de ceux des Ruines, à l’extrémité ouest de la déviation ;
- 1996 : projet abandonné de purge par « abattage contrôlé » ;
- 1999/2000 : au pied du versant Sud, sous Montfalcon, creusement d’une galerie de « reconnaissance et dérivation hydraulique » - longueur 1 930 m, diamètre 4,2 m, débit 50 m3/s[N 7] – destinée à vidanger la retenue éventuellement créé par le barrage d’éboulement et à piloter une grande galerie hydraulique et routière (projet abandonné) ;
- en cours (2014) : nouvelle déviation de la route à flanc de coteau du versant sud ; raccordée à la déviation actuelle avant le franchissement de la Romanche, elle ne préviendrait pas des éboulements de type 24 janvier 2004 ; au cas où un éboulement des Ruines passerait au-dessus du merlon et produirait un grand barrage, elle préviendrait la coupure de la route sur le site par l'éboulement, mais pas par les inondations en amont comme en aval[source insuffisante]. Cette déviation a été inaugurée en 2016[3].

### Plans de prévention et de secours
- 1994, information régulière du public : Commission locale d’analyse et d’information sur le risque de Séchilienne (CLAIRS) ;
- Plans de prévention :
  - 2004/2011, Plan de prévention du risque inondations Romanche (PPRI) ;
  - 2004/2013, Plan de secours spécialisé Séchilienne (PSS) ;
  - élaboration (?) d'un Plan de prévention des risques naturels (PPR).
- 2004 : Plan d'action Ruines de Séchilienne :
  - suivi des événements : comité permanent d'experts ;
  - dispositif d'alerte, délais environ 48 heures : évacuation des habitants des zones menacées, fermeture de la RD 1091.
- loi Barnier (2/2/95 - décret d’application 17/10/95), articles 11 à 22 : expropriation pour cause d'utilité publique applicable lorsque l'extrême urgence rend nécessaire l'exécution immédiate de mesures de sauvegarde des populations menacées par certains risques naturels majeurs.

La première application de la loi Barnier a été l’expropriation de l’ensemble de l’habitat de l'Île Falcon (décret du 31/5/97).

### Expropriations de l’Ile Falcon
En aval du site des Ruines, l’Île-Falcon était une plaine alluviale agricole inondable de plus de 200 ha, protégée des crues courantes par une digue. Elle était exploitée par les habitants d’un hameau ancien, écart de Saint-Bartélémy-de-Séchilienne, implanté au pied du versant sud, à l’abri des éboulements et des inondations.
Au début des années 1970, cette plaine agricole s’est progressivement urbanisée, d’abord par des constructions individuelles sur des parcelles isolées, puis dans des lotissements et enfin, par des aménagements communaux – annexe, écoles, bibliothèque, garage et atelier. Contrairement aux anciens habitants du hameau, la majeure partie des nouveaux résidents était peu au fait des phénomènes naturels de montagne, éboulements, inondations...
L’éboulement du 13 avril 1985 a surpris ces derniers et certains d’entre eux se sont inquiétés d’un éventuel accident du car de ramassage scolaire ; les travaux de prévention entrepris dès juin 1985 auraient pu les rassurer, mais avec la progression des études, les prévisions alarmiste des effets d’un éboulement de près de 20 Mm3 ainsi qu’en décembre 1985 l’interdiction préfectorale de construire davantage ont accru leur inquiétude, ce qui a justifié leurs interventions insistantes auprès des pouvoirs publics, malgré le désaccord des anciens habitants du hameau.
Dès juin 1985, consulté en qualité de secrétaire d’État aux risques majeurs du gouvernement Fabius, mais aussi comme spécialiste, le géologue Haroun Tazieff avait fait accélérer les études et en 1987, il avait déclaré que l’Île-Falcon serait rayée de la carte avant dix ans. Mais ensuite, élu au Conseil Général de l’Isère puis au Conseil Régional Rhône-Alpes qui supportaient la majeure partie du coût des opérations de prévention, il a déclaré que le risque était mineur. Et en effet, depuis 1985, il ne s’est plus rien passé de grave dans ce site.
Néanmoins, à partir de 1997 les expropriations pour cause d’utilité publique des habitants de l’Île-Falcon ont commencé, légalement possibles selon la loi Barnier si la sécurité des personnes est en jeu à très court terme - ce qui n’était pas le cas - et ne peut pas être assurée pour des raisons techniques et/ou économiques par des mesures de protection et/ou de sauvegarde - ce qui ne serait le cas que par la réalisation éventuelle d’un scénario catastrophe -, ou bien si le montant estimé des indemnités éventuelles de « catastrophe naturelle » est jugé prohibitif.
Les aménagements communaux et les maisons ont été rasés à mesure que les habitants déménageaient. Jusqu’en 2011, quelques habitations étaient encore occupées, car certains habitants du hameau ne voulaient pas partir, arguant la surestimation voire l’inexistence du risque, les avis contradictoires d’experts et notamment ceux de Tazieff, les indemnités trop faibles... Certains demandaient aussi pourquoi seuls les habitants de l’Île-Falcon qui ne serait menacée que par un événement de 25 Mm3 ont été expropriés, alors qu’en amont, le lotissement du Grand-Serre où personne n’avait été exproprié, serait noyé après un événement de 7 Mm3. Le 30 juin 2011, les derniers habitants ont été contraints à partir par les forces de l’ordre et leurs maisons ont été détruites.
Cette expropriation a fait subir aux habitants de l’Île-Falcon et à la commune de Saint-Bartélémy-de-Séchilienne une réelle catastrophe socio-économique.

### Sources
(mars 2025).
- Institut des Risques Majeurs (IRMA) - Grenoble – Les Ruines de Séchilenne ou « la montagne qui s’écroule » :
  - Texte, Institut des risques majeurs ;
  - Vidéos, http://www.irma-grenoble.com/05documentation/04dossiers_videos_afficher.php?id_DT=1&id_DTvideo=194&P ;
- Risques et Savoirs - Une épée de Damoclès, les Ruines de Séchilienne :
  - Texte : http://www.risquesetsavoirs.fr/spip.php?article53 ;
  - Photographies : http://www.risquesetsavoirs.fr/spip.php?article86 ;
- Geneviève Decrop – Le risque des Ruines de Séchilienne – 1985/2012 – http://www.genevieve-decrop.fr/pdf/risque_sechilienne_histoire_expertise.pdf ;